# Siniša Hogač
Siniša Hogač (ur. 14 lutego 1988) – chorwacki zapaśnik walczący w stylu klasycznym. Zajął 21. miejsce na mistrzostwach świata w 2011. Jedenasty na mistrzostwach Europy w 2014. Mistrz śródziemnomorski w 2011 roku.